# Puccinellia tenuiflora
Puccinellia tenuiflora är en gräsart som först beskrevs av August Heinrich Rudolf Grisebach, och fick sitt nu gällande namn av Frank Lamson Scribner och Elmer Drew Merrill. Puccinellia tenuiflora ingår i släktet saltgrässläktet, och familjen gräs. Inga underarter finns listade i Catalogue of Life.